# Caliscelis gissarica
Caliscelis gissarica är en insektsart som beskrevs av Kusnezov 1930. Caliscelis gissarica ingår i släktet Caliscelis och familjen Caliscelidae. Inga underarter finns listade i Catalogue of Life.